# Paranerita plagosa
Paranerita plagosa är en fjärilsart som beskrevs av Rothschild 1917. Paranerita plagosa ingår i släktet Paranerita och familjen björnspinnare. Inga underarter finns listade i Catalogue of Life.